# X 73500
,,
Les X 73500, sont des autorails mono caisses, circulant principalement en France et dans quelques pays frontaliers, assurant les TER et Intercités (l'Aubrac) .

## Description
Ces engins ont été développés dans le cadre d'une coopération entre la Société nationale des chemins de fer français (SNCF), la Deutsche Bahn (DB) et De Dietrich Ferroviaire en France et Linke-Hofmann-Busch (de) en Allemagne, deux firmes qui ont été rachetées par Alstom.
Seconde génération d’autorails TER modernes après les X 72500, les X 73500 constituent une très importante série (avec leurs dérivés X 73900 pour des dessertes transfrontalières), destinée aux dessertes rurales ou parfois périurbaines.
Leur conception moderne les a dotés d’équipements inconnus sur les précédentes générations d'autorails à savoir :
- l'affichage intérieur et extérieur dynamique pour les voyageurs ;
- un « chaudron », (caisse) avec l'avant renforcé (zone d’absorption en cas de choc et cabine renforcée) ;
- une zone centrale de la caisse entre les bogies, abaissée pour faciliter l’accès des personnes à mobilité réduite (avec toilettes accessibles comme pour les X 72500) ;
- 2 larges portes d'accès par face latérale d'un seul ventail de 1 300 mm de large[4] ;
- les 2 moteurs diesel de traction sont logés sous les cabines de conduite ;
- « la climatisation est assurée par le groupe de conditionnement d'air de l'espace voyageurs[5] » ;
- présence de 2 patins électromagnétiques de freinage d’urgence de chaque côté sur le bogie 2 ;
- mise en place d'une boucle inductive, facilitant le shuntage des essieux (bogie 1).

Ils sont couplables en unités multiples (UM) jusqu’à 3 éléments, entre eux seulement, c’est pourquoi on les surnomme « Saucisses » lorsqu’ils circulent en UM. Cependant, il n’est pas possible de passer d’un élément à un autre durant la marche. Une version transfrontalière apte à la circulation en Allemagne a été développée et circule sous le numéro de série X 73900. Deux engins ont été achetés par le Land de Sarre et revêtus de la livrée rouge de la DB, ce qui les rend similaires extérieurement aux VT 641. Les VT 641 sont les pendants allemands des X 73500 : ces deux séries sont issues d'une étude commune entre la SNCF et la DB pour la desserte de leurs lignes régionales. Les VT 641 sont donc similaires extérieurement, même s'ils ne sont pas compatibles avec les X 73500.
La Société nationale des chemins de fer luxembourgeois (CFL) a acquis 6 autorails similaires, numérotés 2101 à 2106, livrés entre octobre 2000 et avril 2001. Mais roulant uniquement sous caténaires, les CFL les ont revendus à la région Lorraine fin 2006. Renumérotés X 73813 à 73818, ils ont été mis en conformité avec les autres engins X 73500, perdant toutes leurs spécificités luxembourgeoises, y compris la livrée CFL. Ils circulent depuis dans la région Lorraine et sont affectés à la supervision technique de flotte Lorraine (STF Lorraine ou SMN).
La cabine de conduite dispose d'un manipulateur unique pour la traction et le freinage. Sept crans de traction et quinze crans de freinage sont disponibles. L'ordinateur de bord gère le freinage en utilisant, en fonction des besoins, le frein hydrodynamique ou le frein pneumatique. La boite à leviers et le clavier permettant le réglage de l'ordinateur de bord se trouvent à droite. La commande de l'avertisseur sonore, la radio, les commandes d'ouverture et fermeture des portes, le KVB et le bouton poussoir d'arrêt d'urgence se trouvent à gauche. L'indicateur de vitesse se trouve quant à lui au centre du pupitre.
L'engin est équipé de 61 places fixes auxquelles il faut ajouter 8 strapontins situés longitudinalement, face aux toilettes, 6 strapontins sur les plates-formes d'accès et 3 strapontins à l'emplacement des portes-vélos ou porte-skis[source insuffisante].
En 2015, les éléments parcourent entre 5000 et 9000 km par mois.

## Service
Quasiment toutes les régions hors Île-de-France et Corse, à statuts particuliers, ont fait l’acquisition de ce type de matériel : seules les régions de Provence-Alpes-Côte d'Azur et des Hauts-de-France n’ont pas ou plus de X 73500. D’autre part, les CFL, qui disposaient d’autorails comparables (Série 2100), a cédé leur parc à la région Lorraine en 2006, ceux-ci s’étant révélés trop peu capacitaires face au trafic en hausse.
Ils circulent principalement sur des lignes rurales, peu fréquentées, car ils sont adaptés à un nombre de passagers limités.
Ils effectuent aussi des liaisons périurbaines, par exemple :
- Grenoble – Clelles - Mens ;
- Toulouse-Matabiau – Colomiers ;
- Le Havre – Rolleville (jusqu'en 2024) ;
- Tassin – Lozanne ;
- Chambéry - Challes-les-Eaux – Ambérieu-en-Bugey.

## Engins particuliers
- Décoration spécifique Ligne des hirondelles pour les X 73744 et 73751 de TER Franche-Comté.
- Depuis janvier 2010, quatre X 73500 (X 73752 à 73755) de TER Franche-Comté, présentent la particularité d’être dotés du système de sécurité ferroviaire Integra-Signum pour circulation en Suisse et sont utilisés sur la ligne Besançon - Le Locle - La Chaux-de-Fonds dite ligne des horlogers avec décoration spécifique ligne des horlogers pour les X 73752 à 73755.
- Pouvant presque être considérées comme de « véritables » X 73500, les X 73900 sont équipés pour rouler en Allemagne et sont basés au dépôt de Strasbourg. Les X 73900 sont couplables avec les VT 641 de la DB pour circulation entre Offenbourg (Offenburg) et Sarrebruck (Saarbrücken) via Strasbourg et Sarreguemines.
- Certaines régions ont apposé des pelliculages particuliers couvrant partiellement l’autorail (TER Auvergne) ou entièrement (TER Rhône-Alpes et TER Aquitaine) .
- Depuis juillet 2010, l’X 73809 circulant en Poitou-Charentes est équipée à titre expérimental de panneaux photovoltaïques en toiture. L’électricité produite par ces panneaux permet d’alimenter partiellement les équipements électriques de l’autorail. Cette expérimentation est suivie par les ateliers SNCF de Saintes (Charente-Maritime). Elle est reconnaissable à son pelliculage intégral et à un film athermique donnant une teinte irisée à ses baies vitrées.
- 18 autorails X 73500 Aquitaine sont repeints aux couleurs du conseil régional d'Aquitaine (extérieur de caisse). À la suite de la réforme territoriale[9], ces autorails sont aujourd’hui aux couleurs de la Nouvelle-Aquitaine.

## Problèmes récurrents de déshuntage
Les X 73500 sont des engins « mauvais shunteurs », du fait du nombre réduit d'essieux (quatre) et de leur relative légèreté. Pour remédier à ce problème, ils sont équipés d'une boucle inductive censée faciliter le shuntage. Malgré cela, ils ont été l'objet de multiples déshuntages. Le dernier incident médiatisé a eu lieu en gare de Sainte-Pazanne le 12 octobre 2015 : le déshuntage de l'autorail a engendré le changement de position de l'aiguillage sur lequel il était encore en train de rouler, le faisant dérailler. Auparavant, c'est un autorail circulant entre Bayonne et Bordeaux le 11 janvier 2015 qui a déshunté sept fois et aurait franchi un passage à niveau encore ouvert,. Enfin, en 2012, en Auvergne, sur la liaison entre Riom et Gannat. Mais l'incident qui a eu les plus graves conséquences et qui aurait eu pour origine le déshuntage d'un X 73500 a lieu le 21 novembre 2006 à un passage à niveau de la commune de La Roche-Maurice, dans le Finistère : une voiture a été pulvérisée au passage d'un autorail alors que les barrières ne se seraient pas fermées, causant la mort de la conductrice du véhicule,.
Sur le réseau SNCF, il serait reporté en moyenne 40 déshuntages par an. Plusieurs hypothèses sont évoquées, comme la légèreté du train ou le mauvais nettoyage du rail. Pour pallier ce problème, ces autorails circulent par deux, permettant de réduire les risques de déshuntage du train tout entier. Cette mesure de doublement de la composition d'une rame et donc de la surface de contacts roue-rail, en plus d'augmenter les frais supplémentaires d'exploitation, n'aurait pas semble-t-il apporté totalement les effets escomptés.

## Relations effectuées

### Intercités
- Clermont-Ferrand – Béziers (L'Aubrac) ;
- Clermont-Ferrand – Nîmes (Le Cévenol) jusqu'en 2017.

### TER

#### Auvergne-Rhône-Alpes
- Aurillac – Brive-la-Gaillarde.

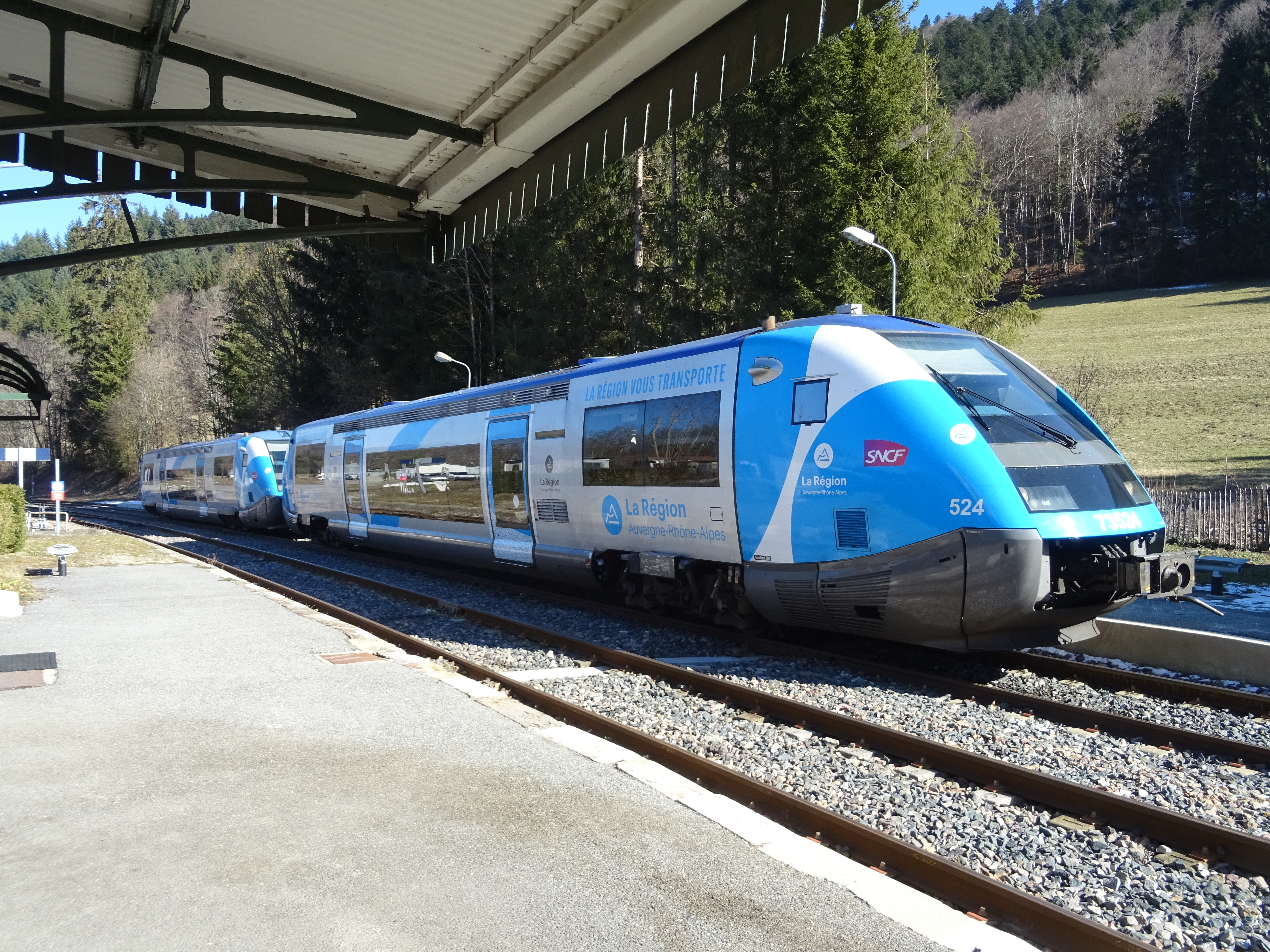
UM de X73500 en Gare de Monestier-de-Clermont.

- Clermont-Ferrand – Gannat – Lapeyrouse – Commentry – Montluçon.
- Clermont-Ferrand – Thiers – Saint-Étienne-Châteaucreux.
- Clermont-Ferrand – Aurillac.
- Clermont-Ferrand – Issoire – Brioude – Le Puy-en-Velay.
- Clermont-Ferrand – Volvic.
- Lyon-Perrache – Roanne.
- Saint-Étienne-Châteaucreux – Roanne.
- Lyon-Part-Dieu – Saint-Étienne-Châteaucreux – Le Puy-en-Velay.
- Saint-Étienne-Châteaucreux – Montbrison – Boën.
- Grenoble – Chambéry via la ligne de Grenoble à Montmélian.
- Grenoble – Clelles - Mens – Veynes – Gap – Briançon via la ligne des Alpes.
- Lyon-Saint-Paul – Tassin – Brignais / Sain-Bel (lignes de l'Ouest Lyonnais jusqu'en 2012).
- Tassin – Lozanne.

#### Bourgogne-Franche-Comté
- Étang-sur-Arroux – Autun.

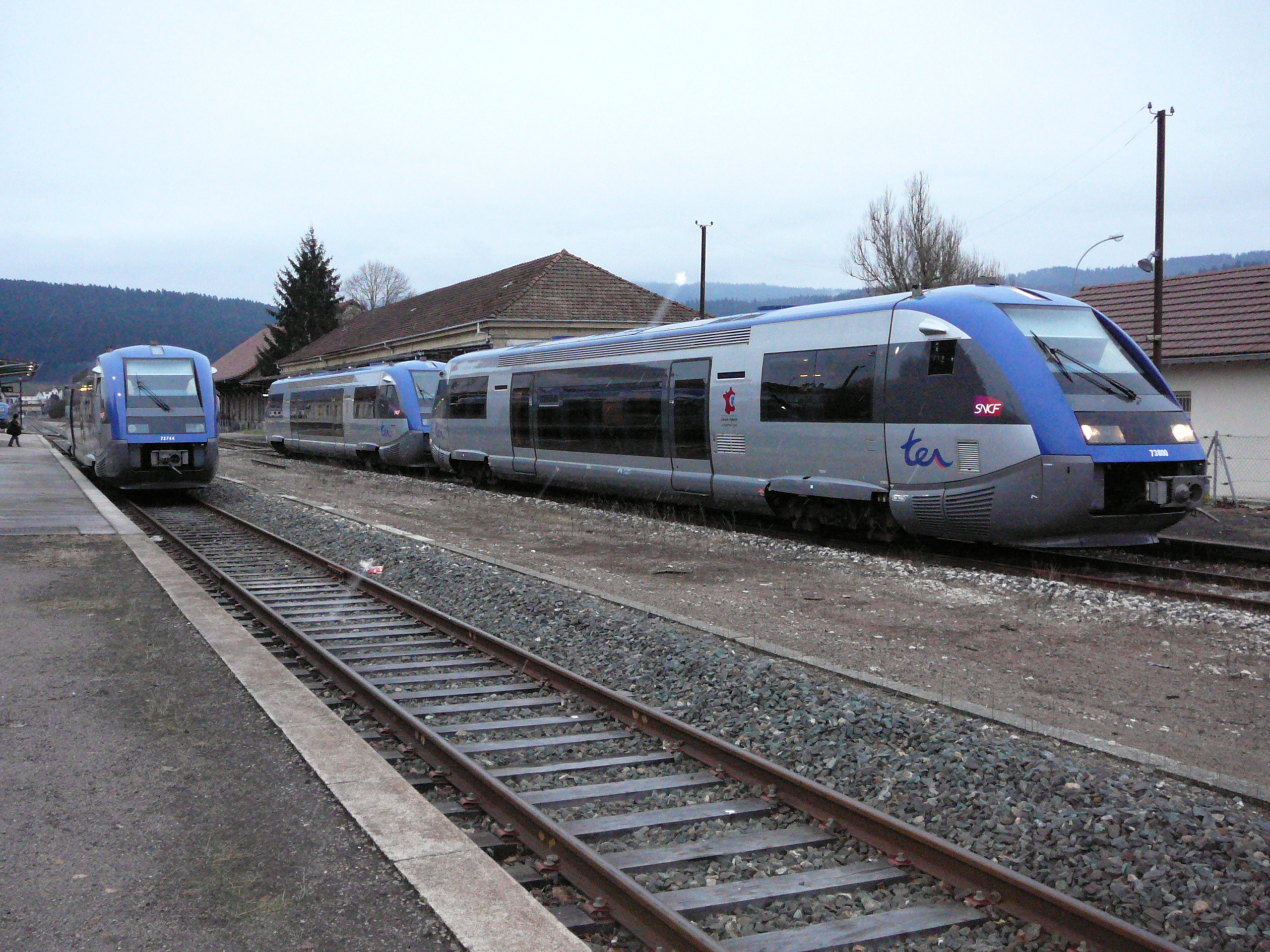
Trois X 73500 en gare de Morteau.

- Étang-sur-Arroux – Montchanin – Chagny – Chalon-sur-Saône .
- Montchanin – Paray-le-Monial.
- Chalon-sur-Saône – Dijon (très occasionnellement).
- Dijon – Montchanin – Cercy-la-Tour – Nevers.
- Nevers – Cosne-sur-Loire.
- Nevers – Étang-sur-Arroux.
- Besançon – Valdahon – Morteau – Le Locle – La Chaux-de-Fonds (en service international).
- Dijon – Dole – Besançon (occasionnellement)
- Dole – Mouchard – Andelot – Champagnole – Saint-Claude.
- Dole – Mouchard – Andelot – Frasne – Pontarlier.
- Vallorbe – Frasne – Pontarlier.
- Montbéliard – Belfort – Lure – Vesoul.
- Belfort – Lure – Épinal.
- Belfort – Montbéliard – Besançon.

##### Autres relations interrégionales
- Mulhouse – Belfort – Vesoul.

#### Bretagne
- Brest – Châteaulin – Quimper.
- Brest – Landerneau – Morlaix.
- Rennes – Châteaubriant.
- Carhaix – Guingamp – Paimpol.
- Saint-Brieuc – Dinan.
- Dol-de-Bretagne – Dinan.
- Plouaret – Lannion.
- Ligne de Morlaix à Roscoff

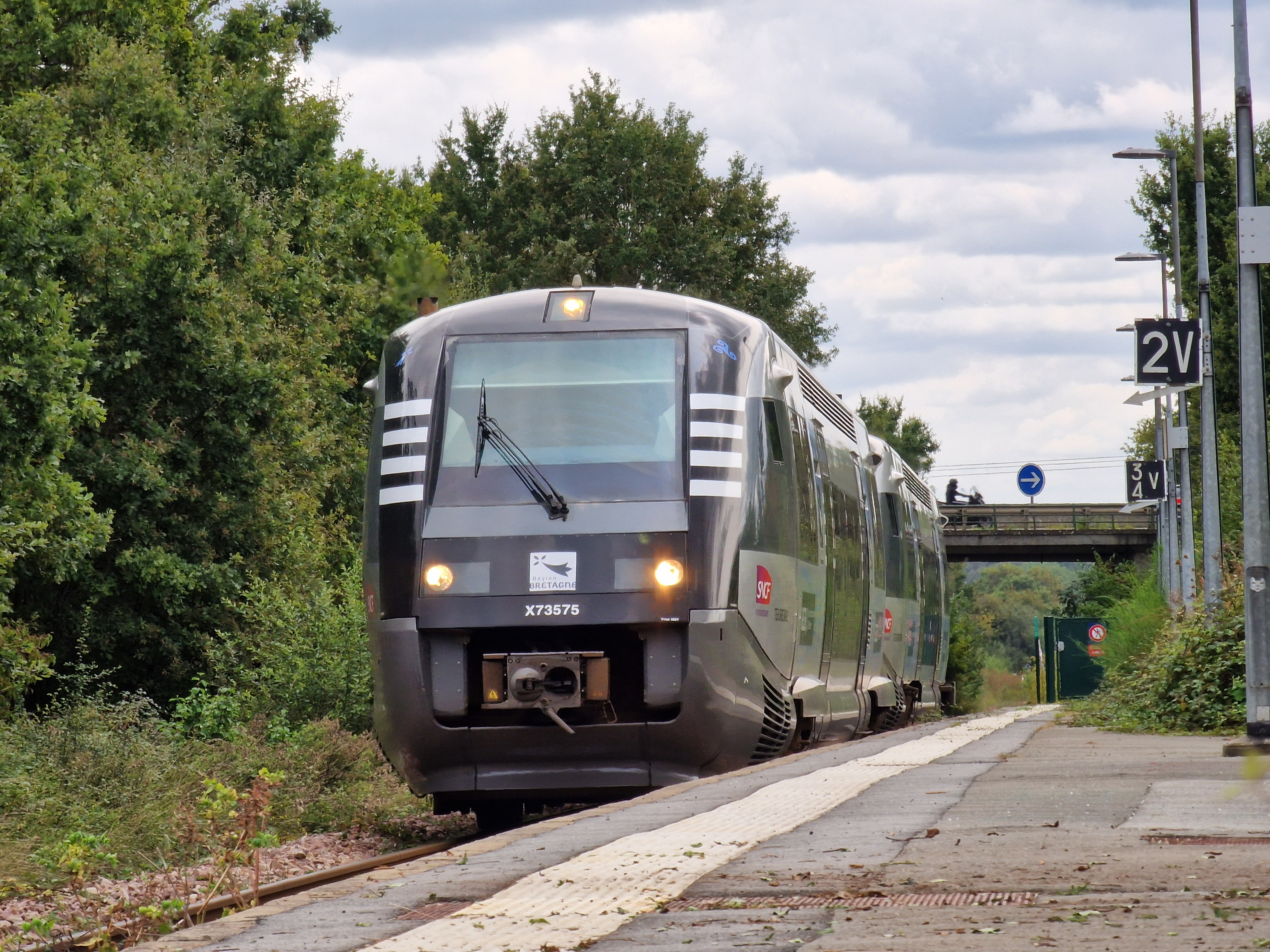
X73500 du réseau TER Bretagne à La Poterie sur une liaison Rennes-Châteaubriant.

- Auray – Quiberon (depuis 2018 jusqu'en 2021).

#### Centre-Val de Loire
- Tours – Chinon (depuis novembre 1999[18], en équipement à agent seul, EAS).
- Chartres – Courtalain - Saint-Pellerin.
- Montluçon – Saint-Amand-Montrond – Bourges / Vierzon.
- Navettes FilBleu Tours – Saint-Pierre-des-Corps (en tarification urbaine de la Métropole de Tours).
- Tours – Saumur (occasionnellement).
- Tours – Bressuire – La Roche-sur-Yon (engins Pays de la Loire et Nouvelle-Aquitaine).
- Vierzon – Mehun-sur-Yèvre – Bourges.
- Chartres – Tours via Châteaudun.

#### Grand Est
- Strasbourg – Wissembourg.
- Strasbourg – Molsheim – Sélestat.
- Strasbourg – Lauterbourg.
- Strasbourg – Saverne.

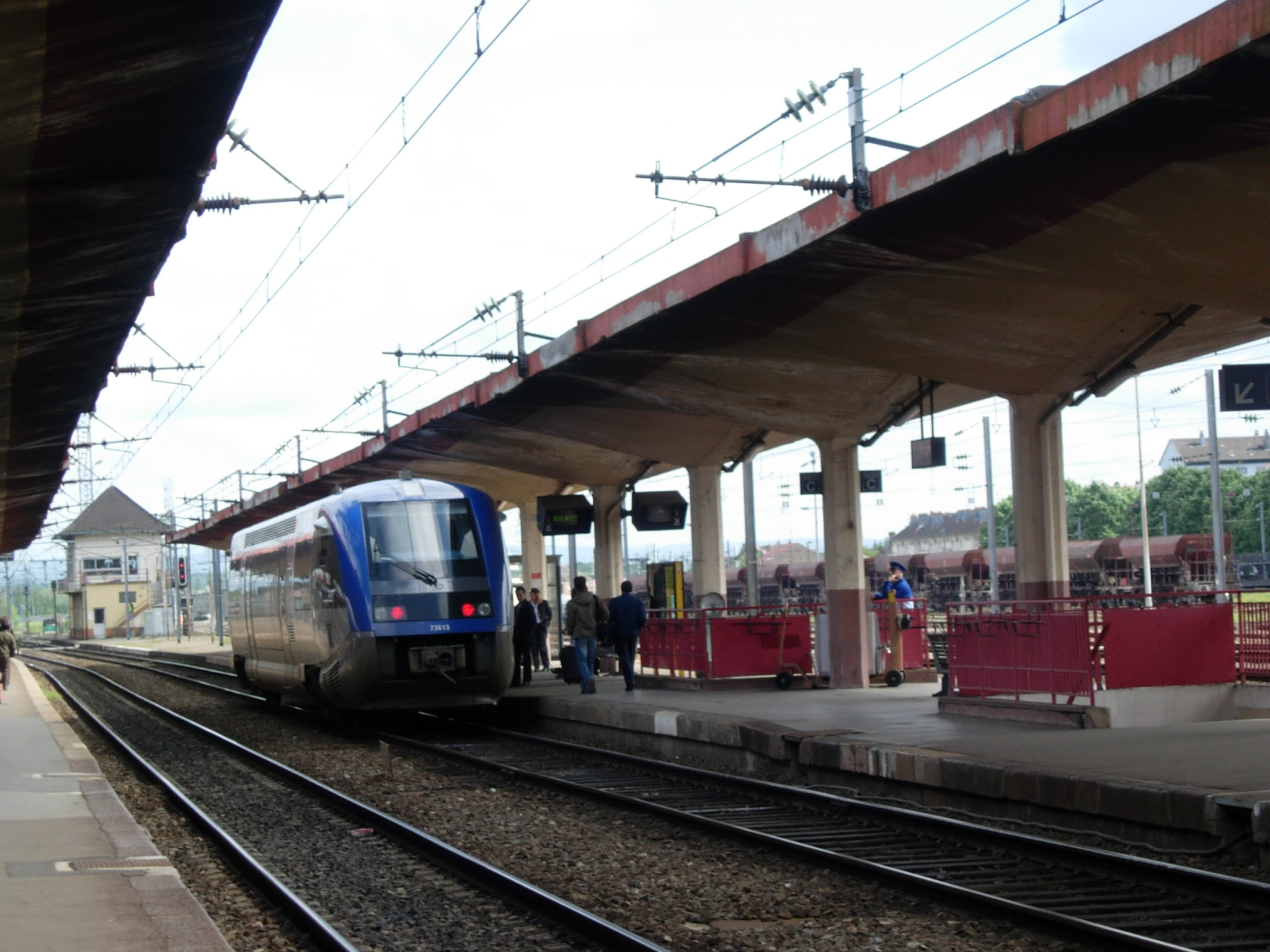
Un X 73500 en gare de Belfort.

- Strasbourg – Sarreguemines – Sarrebruck (en X 73900).
- Colmar – Munster – Metzeral.
- Mulhouse – Thann – Kruth.
- Mulhouse – Müllheim – Freiburg (Breisgau) (en X 73900).
- Metz-Ville – Verdun.
- Metz-Ville – Saint-Avold – Forbach – Sarrebruck (en X 73900).
- Metz-Ville – Trèves (en X 73900).
- Nancy – Metz-Ville
- Nancy – Saint-Dié-des-Vosges.
- Épinal – Saint-Dié-des-Vosges.
- Nancy – Pont-Saint-Vincent.

#### Hauts-de-France
- N'est plus utilisé sur aucune ligne.

#### Normandie
- Rouen – Caen

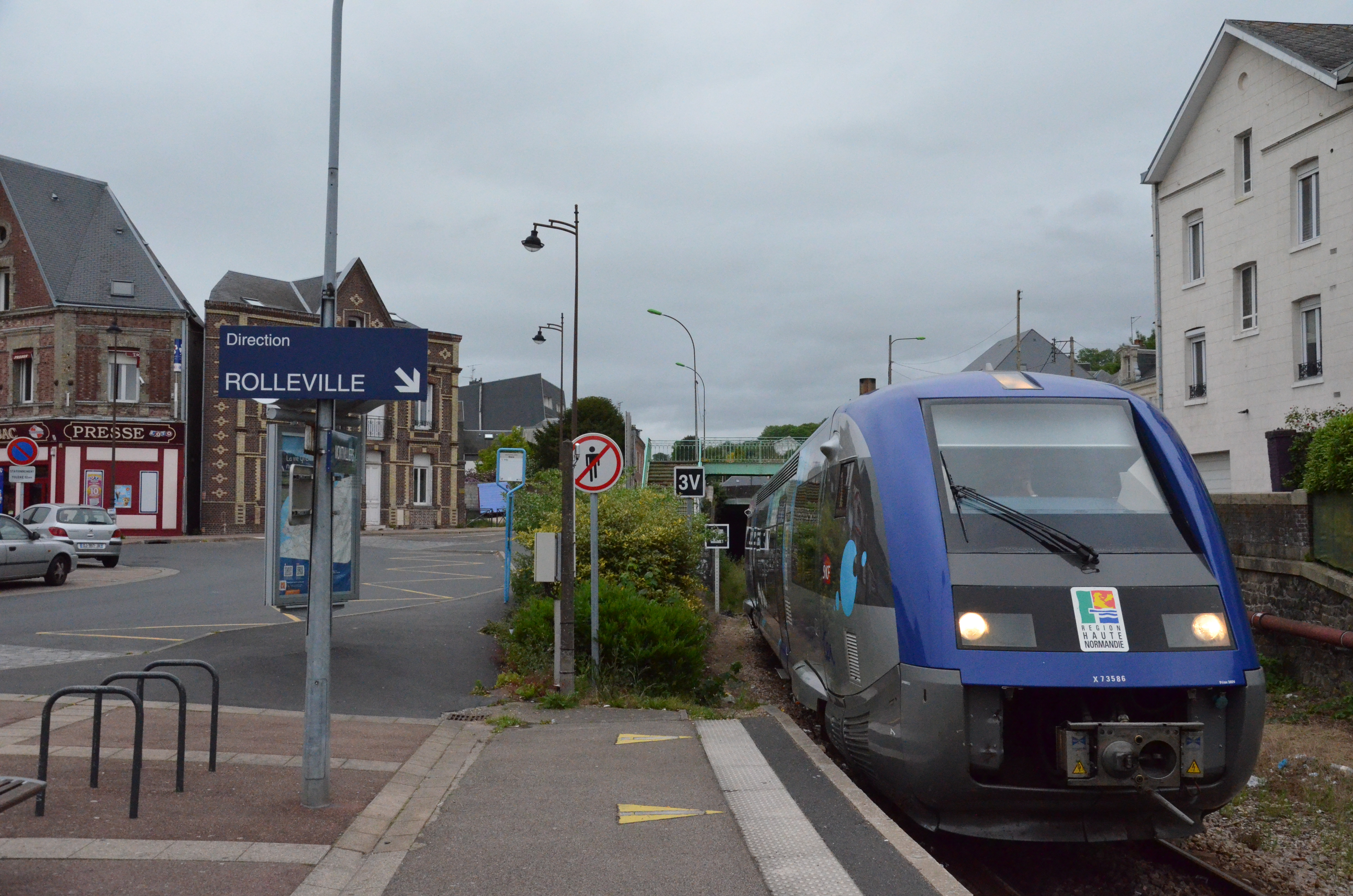
Un X 73500 en gare de Montivilliers.

- Le Havre – Rolleville (jusqu'en septembre 2024)
- Le Havre – Fécamp
- Rouen - Le Havre
- Caen - Granville
- Caen - Alençon

#### Nouvelle-Aquitaine
- Limoges – Périgueux.
- Brive-la-Gaillarde – Périgueux.
- Agen – Périgueux.
- Monsempron-Libos – Penne – Agen.

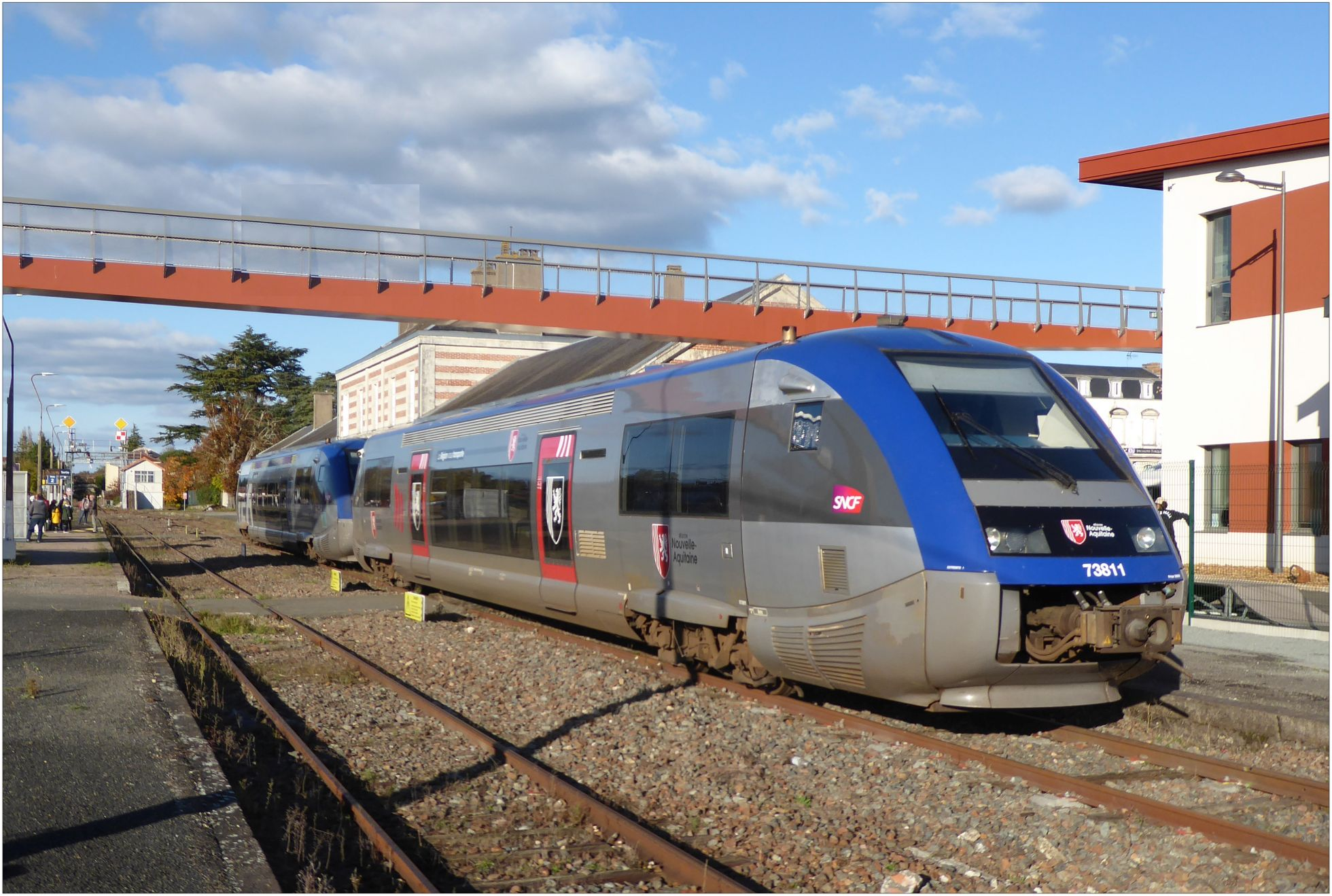
X73500 en Gare de Bressuire.

- Pau – Oloron-Sainte-Marie – Bedous.
- Bayonne – Saint-Jean-Pied-de-Port.
- Limoges – Meymac – Ussel.
- Limoges – Brive (via Saint-Yrieix-la-Perche).
- Brive – Tulle – Ussel.
- Limoges – Angoulême.
- Limoges –  Felletin (via Guéret).
- Limoges – Poitiers.
- La Rochelle – Rochefort (jusqu'en 2018 ?).
- La Roche-sur-Yon – Bressuire – Tours (en pool avec Pays de la Loire).
- Les Sables-d'Olonne – Saumur (en pool avec Pays de la Loire).

#### Occitanie
- Nîmes – Le Grau-du-Roi.
- Nîmes – Alès.

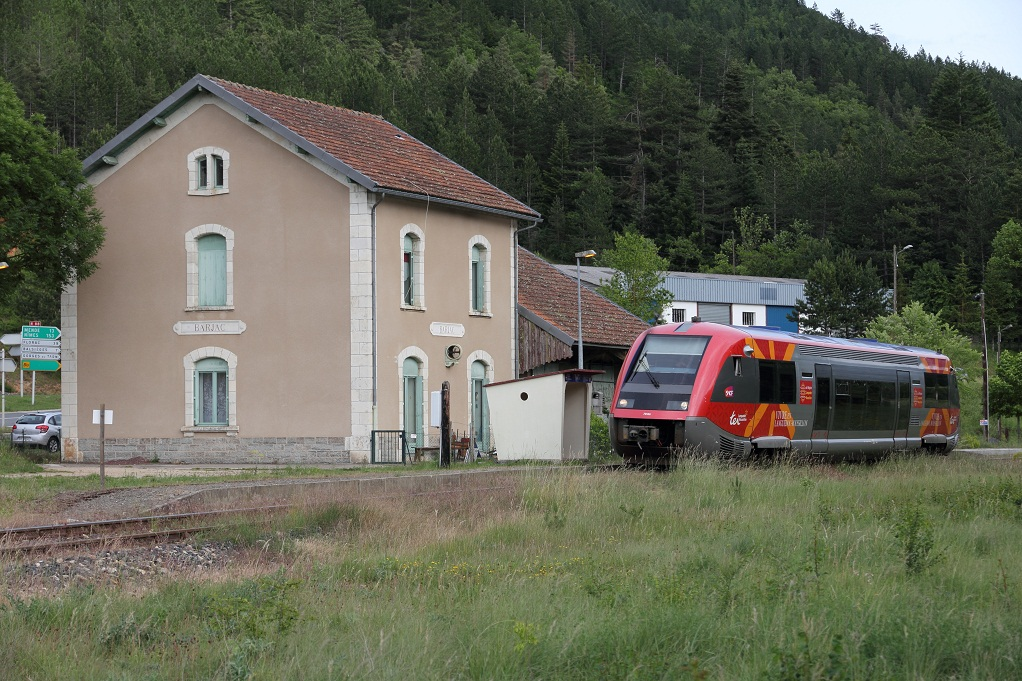
L'X 73506 assurant un train en direction de Saint-Chély-d'Apcher marque l'arrêt en gare de Barjac en juin 2011.

- Nîmes – La Bastide - Saint-Laurent-les-Bains – Mende.
- Mende – Saint-Chély-d'Apcher.
- Carcassonne – Quillan.
- Toulouse – Auch.
- Toulouse – Figeac.
- Toulouse – Rodez.
- Rodez – Brive-la-Gaillarde.
- Rodez – Millau.
- Toulouse – Mazamet.

#### Pays de la Loire

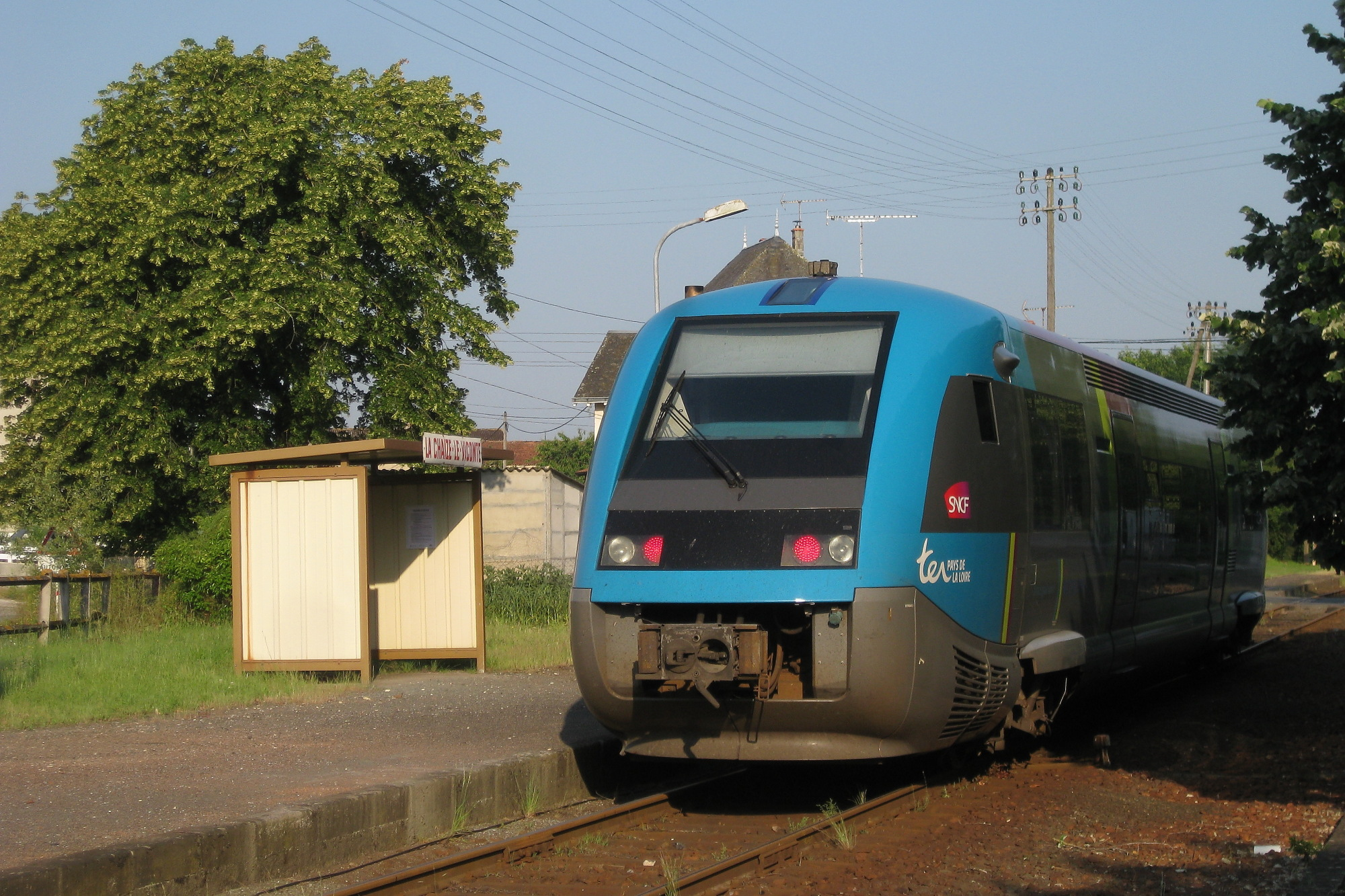
Un X 73500 en gare de La Chaize-le-Vicomte.

Depuis l'été 2017, les engins appartenant à la région Pays de la Loire sont pour une partie d'entre eux prêtés à d'autres régions. Les autres assurent les relations suivantes (en pool avec des engins Nouvelle-Aquitaine, ex-Poitou-Charentes) :
- 1 aller-retour quotidien La Roche-sur-Yon – Tours en hiver ;
- 1 aller-retour quotidien Saumur – Les Sables-d'Olonne en été et certains week-ends ;
- 1 aller-retour quotidien Bressuire – Tours ;
- Tous les allers-retours La Roche-sur-Yon – Chantonnay ;
- 1 aller La Roche-sur-Yon – Nantes.

Jusqu'en décembre 2015, les engins ont assuré tout ou partie des relations suivantes :
- Nantes – Vertou ;
- Nantes – Saint-Gilles-Croix-de-Vie ;
- Nantes – Pornic ;
- Nantes – La Roche-sur-Yon – Les Sables-d'Olonne ;
- Bressuire – Tours ;
- Saumur – Les Sables-d'Olonne.

Ils ont été inutilisés entre les deux dates citées, compte tenu des problèmes de déshuntage rencontrés (voir plus haut).

## Parc

### Propriétaires
Au 19 septembre 2021, les 315 X 73500 sont détenus par 11 propriétaires répartis de la façon suivante :
| Propriétaire            | Effectif total | STF                                         | Observation                                           |
| ----------------------- | -------------- | ------------------------------------------- | ----------------------------------------------------- |
| Auvergne-Rhône-Alpes    | 84             | STF Auvergne : 41 STF Rhône-Alpes : 43      |                                                       |
| Bourgogne-Franche-Comté | 48             | STF Bourgogne-Franche-Comté                 |                                                       |
| Bretagne                | 18             | STF Bretagne                                |                                                       |
| Centre-Val de Loire     | 20             | STF Centre-Tours                            |                                                       |
| Grand Est               | 16             | STF Alsace : 5 STF Lorraine : 11            |                                                       |
| Hauts-de-France         | 2 (inutilisés) | STF Hauts-de-France                         | 9 cédés à Bourgogne-Franche Comté 2 cédés à Occitanie |
| Normandie               | 25             | STF Normandie                               |                                                       |
| Nouvelle-Aquitaine      | 53             | STF Aquitaine : 50 STF Pays de la Loire : 3 |                                                       |
| Occitanie               | 38             | STF Occitanie                               |                                                       |
| Pays de la Loire        | 12             | STF Pays de la Loire                        |                                                       |
| SNCF Voyages            | 2              | STF Auvergne                                | Pour l'Aubrac et Le Cévenol (suivant les périodes)    |

### Rénovation
En 2023, la région Bretagne a entrepris de financer la rénovation de ses 15 engins ainsi que des 3 de la région voisine des Pays de la Loire qu'elle exploite. Le chantier coûte 200 000 euros et deux semaines par rame. Les sièges, la signalétique et le plancher de 5 engins sont notamment refaits. Ils ressortent avec la nouvelle livrée extérieure du TER Bretagne : BreizhGo.

### État du matériel et dépôts titulaires
- Les technicentres de Dijon-Perrigny et Nevers font partie de la supervision technique de flotte Bourgogne-Franche-Comté (SBF). Les X 73500 des régions Bourgogne et Franche-Comté sont gérés par cette SBF et peuvent être aussi bien réparés à Dijon qu’à Nevers.
- Les X 73749, 764, 765, 766, 767, 768, 769 et 770 de la région Nord-Pas-de-Calais ont été vendus fin 2011 à Auvergne, Franche-Comté et à Intercités[20].
- Les X 73501, 73553, 73558 de la région Alsace ont été vendus[Quand ?] à Haute-Normandie
- L'X 73662 de la région Alsace a été vendu à Auvergne[Quand ?]
- Les X 73512, 73518, 73527, 73547, 73554, 73555, 73559 de la région Alsace ont été vendus à Limousin en décembre 2014[21]
- Les X 73549, 73567 de la région Alsace ont été vendus à Franche-Comté[Quand ?]
- L'X 73535 a été prématurément radié, le 13 décembre 2012, victime d'un accident près de Gimont-Cahuzac (Gers) après avoir heurté un camion à un passage à niveau sans barrières[22],[23],[24].
- Les X 73650, 73655 et 73657 des Pays de la Loire ont été vendus le 27 mars 2015[source insuffisante] à la région Bourgogne[25],[26],[27].
- L'X 73731, victime d'un début d'incendie en Gare de Buzy-en-Béarn le 24 mai 2017[28].
- Les X 73513, 73514 et 73532 des Pays de la Loire ont été vendus en 2024 à la région Bretagne et on subit une rénovation.

## Modélisme
- La firme Hornby reproduit en HO sous sa filiale Jouef les X 73500 (en plusieurs décorations régionales) et également en HO sous la filiale Rivarossi le VT 641 de la DB. Également disponible en N par Mikadotrain et Arnold.

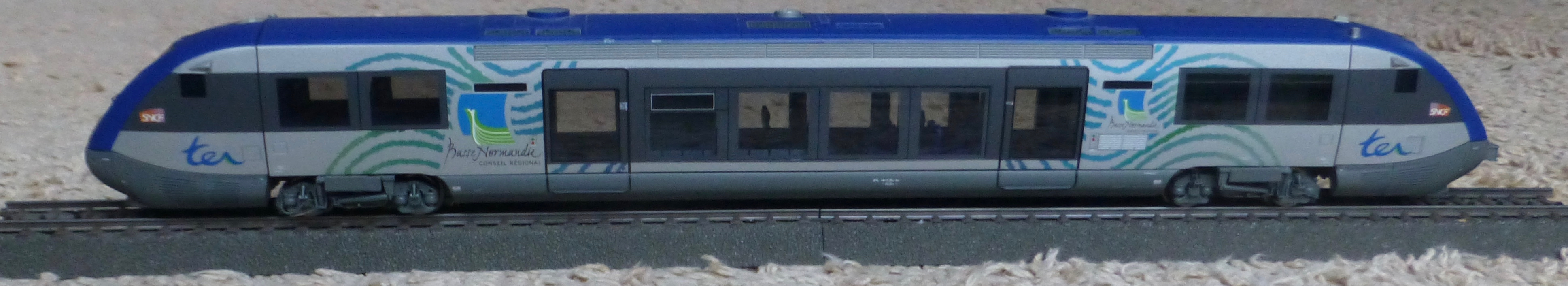
Modèle réduit Hornby Jouef en échelle H0 de la X73653 version Basse-Normandie.